# ВЛ40С
ВЛ40С (Владимир Ленин, 4-осный, Однофазный, Секционируемый (по аналогии с ВЛ80С)) — односекционный двухкабинный четырёхосный грузопассажирский электровоз переменного тока 25 кВ 50 Гц, созданный на Новосибирском электровозоремонтном заводе путём глубокой модернизации секций электровозов ВЛ80С в одиночные двухкабинные электровозы. Всего на основе пяти двухсекционных электровозов с номерами 076, 078, 1066, 1429 и 1838 по данному проекту было модернизировано десять односекционных.

## История модернизации

### Предпосылки к созданию
В 1990-х годах железные дороги РФ испытывали дефицит в пассажирских электровозах. Импорт однофазных пассажирских электровозов производства завода Шкода прекратился в 1989 году, в то же время Новочеркасский электровозостроительный завод специализировался на постройке исключительно грузовых локомотивов. В результате на участках Западно-Сибирской железной дороги, электрифицированных переменным током, в связи с прекращением эксплуатации электровозов ВЛ60К вождение пассажирских поездов вынужденно осуществлялось двухсекционными электровозами ВЛ80С. Работа грузовых локомотивов в пассажирском движении влекла за собой недоиспользование мощности и повышенный расход электроэнергии. По этим причинам в 2001 году по инициативе локомотивного депо Карасук и Новосибирского электровозоремонтного завода, с привлечением НПК ВНИИЖТ, ФГУП ВНИКТИ МПС, ЗАО «Транс АСУ ЖД» и саранского завода ОАО «Электровыпрямитель» началась разработка модернизации электровоза ВЛ80С с разделением на отдельные четырёхосные секции по проекту д.т.н., члена-корреспондента РАН Александра Елисеевича Пырова.

### Конструкция
В ходе модернизации от исходных электровозов сохранялась часть кузова в виде рамы и боковых стен, без изменений оставалась ходовая часть, тяговые электродвигатели и зубчатая передача. Оригинальная кабина и задняя часть секции ликвидировались, и вместо них устанавливались две новые, более просторные кабины машиниста, оснащённые, помимо более эргономичных пультов управления, кондиционером, умывальником, холодильником и электроплиткой. В машинном отделении оборудование подверглось значительной перекомпоновке, расширен служебный проход. На крыше электровоза возле каждой кабины устанавливалось по одному токоприёмнику, таким образом число токоприёмников на каждой секции увеличилось в два раза в целях резервирования на случай поломки одного из них.
В электровозе внедрена принципиально новая электрическая схема. Вместо переключателя ступеней применён статический тиристорный преобразователь частоты и блоки управления на IGBT-модулях. Выводы тяговых обмоток трансформатора подключены ко входам четырёх силовых блоков производства ОАО «Электровыпрямитель», управляемых независимо от других выводов, каждый из блоков питает по одному тяговому электродвигателю НБ-418К6. Силовая схема предусматривает режимы нормальной и усиленной тяги, использующиеся в зависимости от профиля пути и массы поезда. Переход в режим усиленной тяги осуществляется путём суммирования токов якорей в обмотках возбуждения. Благодаря использованию статического преобразователя удалось обеспечить плавный пуск электродвигателей без перегрузки по току, тяговые характеристики стали более жесткими и электровоз стал меньше склонен к боксованию, что в свою очередь способствовало увеличению силы тяги на 10-15 процентов.
Применение статического преобразователя позволило реализовать плавный запуск вспомогательных машин. Потребители трехфазного тока запитаны от двух шкафов преобразователей частоты, содержащих выпрямительный блок и три блока транзисторных инверторов, разработки ОАО «Электровыпрямитель». Два мотор-вентилятора обеспечивает подачу воздуха на охлаждение тяговых электродвигателей и реакторов, третий мотор-вентилятор охлаждает трансформатор и шкафы преобразователей частоты. Возможность снижения частоты вращения вентиляторов в зимних условиях позволяет снизить потребление электроэнергии. Применение преобразователей частоты обеспечило стабильность трехфазного напряжения при изменении напряжения контактной сети в широких пределах.
Электрической схемой локомотива предусмотрена эксплуатация по телемеханической системе многих единиц до четырёх электровозов. Управление вспомогательными машинами ведомых электровозов осуществляется аппаратурой управления ЭСУТ-УК, разработанной НПК ВНИИЖТ.
В апреле 2002 года были модернизированы электровозы ВЛ80С-076 и 078, далее в том же году были модернизированы электровозы 1429 и 1838, а в 2003 году — электровоз 1066. При этом номера полученных электровозов состояли из номера исходного локомотива с добавлением через дефис цифры 1 и 2. Таким образом, получены десять идентичных электровозов (076-1, 076-2, 078-1, 078-2, 1066-1, 1066-2, 1429-1, 1429-2, 1838-1 и 1838-2).
Проектное обозначение модернизации ВЛ40П, однако большинство электровозов после модернизации получили обозначения ВЛ80 без указания модификации С, а некоторые были обозначены как ВЛ80С аналогично исходному локомотиву, и лишь по меньшей мере один электровоз был обозначен как ВЛ40С.

## Эксплуатация

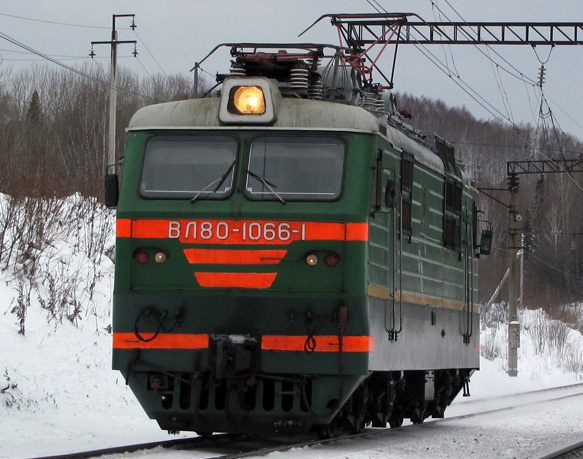
ВЛ40^{С}-1066-1, обозначенный как ВЛ80-1066-1 (исходный электровоз — ВЛ80^{С}-1066)

Один из реконструированных электровозов был презентован в сентябре 2003 года на ассамблее начальников железных дорог в Омске, затем в октябре того же года — на Новосибирском ЭРЗ. В 2004 году электровоз 1066-1 проходил испытания на экспериментальном кольце ВНИИЖТ.
Первоначально электровозы ВЛ40С использовались в депо Карасук для вождения пассажирских, пригородных, рабочих и сборных грузовых поездов на участке Камень-на-Оби — Карасук — Иртышское Западно-Сибирской железной дороги. С 2005 года по мере поступления новых пассажирских электровозов ЭП1 электровозы ВЛ40С стали эксплуатироваться в качестве рельсосмазывателей, а ВЛ40С-1066-2 был передан в Новосибирский музей железнодорожной техники. Электровозы находились в эксплуатации до середины 2010-х годов, причём электровоз 076-2 с конца 2000-х годов не работал и служил в качестве донора запчастей. В мае 2015 года был списан электровоз 1066-1, а спустя год в течение 2016 года — все восемь электровозов 076, 078, 1429 и 1838.

## Музейный экспонат
ВЛ40С-1066-2 сохранён в Новосибирском музее железнодорожной техники.